# Didrik Solli-Tangen
Didrik Solli-Tangen (* 11. Juni 1987 in Porsgrunn) ist ein norwegischer Sänger und Moderator aus Heistad bei Porsgrunn. Er ist unter anderem als Opern- und Popsänger tätig.

## Leben und Wirken
Solli-Tangen ist ebenso wie sein jüngerer Bruder Emil Solli-Tangen ausgebildeter Opernsänger. Er vertrat Norwegen beim Eurovision Song Contest 2010 im eigenen Land, nachdem er das nationale Finale – den Melodi Grand Prix – mit großem Vorsprung vor den Gruppen A1 und Keep of Kalessin gewonnen hatte. Sein Lied My Heart Is Yours wurde von Fredrik Kempe und Hanne Sørvaag geschrieben, die beide schon in der Vergangenheit für Eurovisionslieder verantwortlich waren. Er belegte im Finale des 55. Eurovision Song Contest den 20. Platz.
Im September 2010 ist Solli-Tangens zweite Single Best-Kept Secret unter dem Plattenlabel Universal Records erschienen. Sein Debütalbum Guilty Pleasures wurde am 1. November 2010 in Norwegen veröffentlicht und konnte sich bereits in der 1. Woche auf Platz 28 in den Norwegischen Charts platzieren.
Im Jahr 2012 wurde er der Sieger der Reality-Sendung 71° Nord. Von 2014 bis 2015 war er zwei Jahre lang als Moderator bei der TV-Sendung Skal vi danse tätig. Im Jahr 2017 nahm Solli-Tangen bei der vom Norsk rikskringkasting (NRK) ausgestrahlten Musiksendung Stjernekamp teil. Dort rückte er bis ins Finale vor, wo er gegen seinen letzten verbliebenen Konkurrenten Adam Douglas verlor und den zweiten Platz belegte.
Gemeinsam mit seinem Bruder Emil Solli-Tangen trat er im Frühjahr 2020 beim Melodi Grand Prix 2020 auf. Mit ihrem Lied Out of Air waren die beiden automatisch für das Finale qualifiziert, wo sie nicht unter die besten vier Beiträge kamen. Solli-Tangen wirkte im Jahr 2021 an der zweiten Staffel der TV-Show Maskorama mit. Er konnte die Staffel gewinnen. Er nahm an der im Frühjahr 2023 bei TV 2 ausgestrahlten vierten Staffel der Militär-Reality-Show Kompani Lauritzen teil.

## Diskografie
Alben
- 2010: Guilty Pleasures
- 2013: The Journey

Singles
- 2010: My Heart Is Yours
- 2010: Best Kept Secret
- 2011: Compass
- 2012: We Can Do More
- 2013: Without You
- 2013: Six Ribbons
- 2020: Out of Air
- 2020: Begynte på bunnen (Oral Bee, Mr. Pimp-Lotion feat. Didrik Solli-Tangen, NO: Platin)